# Pectocaridida
Pectocaridida é uma ordem de artrópodes do período Cambriano, que se caracterizam por suas conchas.